# Tatort: Borowski und das Land zwischen den Meeren
Borowski und das Land zwischen den Meeren ist ein Fernsehfilm aus der Krimireihe Tatort. Der vom NDR produzierte Beitrag ist die 1049. Tatort-Episode und wurde am 25. Februar 2018 im Ersten ausgestrahlt. Der Kieler Kommissar Klaus Borowski ermittelt in seinem 31. Fall.

## Handlung
Klaus Borowski ermittelt im Todesfall eines Mannes, der vor einigen Jahren die Schlüsselfigur eines Korruptionsskandals in der Kieler Baubehörde war. Vor einem halben Jahr verließ Oliver Teuber Frau und Tochter in Kiel und fand Unterschlupf bei der alleinstehenden Famke Oejen auf der (fiktiven) Nordseeinsel Suunholt. Als Oejen frühmorgens nach einem Bad im Meer zu ihrem Strandhaus zurückkommt, findet sie Teuber tot in ihrer Badewanne. Borowski reist nach Suunholt und nimmt mit der örtlichen Polizistin Schütz die Ermittlungen auf.
Verdächtig erscheinen zunächst Landwirt Iversen, bei dem Teuber gearbeitet hat, und der Bäcker des Ortes, Torbrink, bei dem Oejen tätig ist. Beide haben Teuber wegen des Schmiergelds erpresst, das dieser für die Baugenehmigung des Kieler Bordells Passions Palace bekam. Dort haben sie eine Prostituierte kennengelernt, in die sich Iversen verliebt hat und die sie mit Teubers Geld freikaufen wollten. Zwei Männer aus dem Kieler Rotlichtmilieu sind auch auf der Insel, weil sie die 300.000 Euro bei Iversen vermuten und nun zurückhaben wollen. Da der Bauer das Geld vergeblich bei Teuber gesucht hat, kann er ihnen nicht weiterhelfen und wird von ihnen verprügelt und in den Schweinestall geworfen. Seine Überreste werden später von der Polizei entdeckt. Torbrink, der das Geld inzwischen in den Dünen gefunden hat, folgt den Ganoven und fährt sie tot.
Borowski vernimmt die traumatisiert erscheinende Oejen, die an Gedächtnislücken leidet, und verbringt eine Nacht mit ihr, ohne Sex mit ihr zu haben. Schließlich erinnert sich Oejen und gesteht, Teuber selbst während eines Liebesspiels in der Wanne ertränkt zu haben.

## Hintergrund

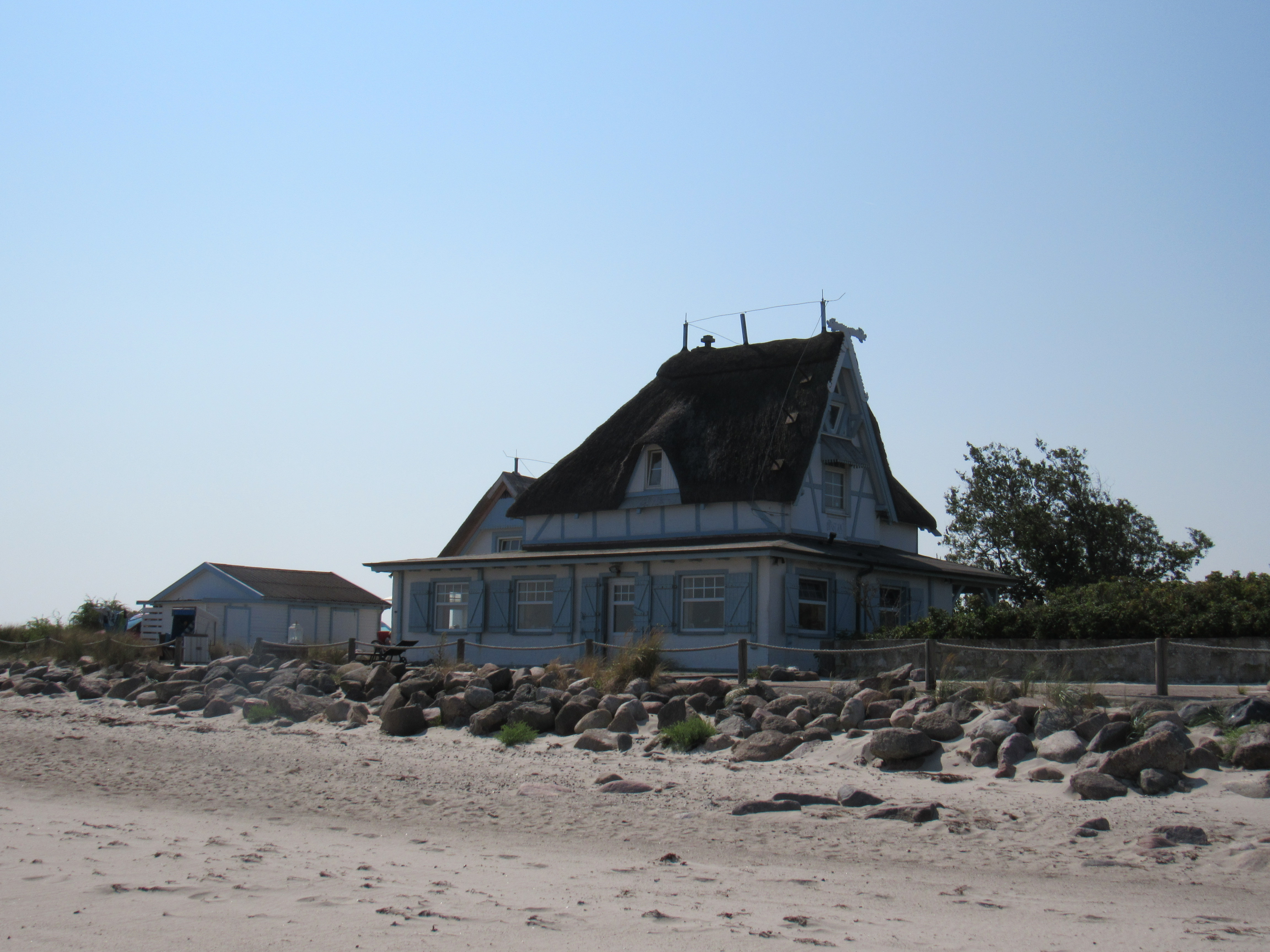
Das denkmalgeschützte Haus Wotan auf dem Graswarder bei Heiligenhafen war einer der Drehorte des Films

Der Film wurde vom 7. März 2017 bis zum 5. April 2017 auf Amrum, Pellworm, Nordstrand, Fehmarn, in Husum, Heiligenhafen und Kiel gedreht. Drehort auf Fehmarn war Petersdorf. Die erste Vorführung fand auf dem Filmfest Hamburg am 7. Oktober 2017 statt.

## Rezeption

### Kritiken
„In den besseren Momenten fühlt man sich an Filme von Louis Malle erinnert, in denen sich Frauen und Männer jenseits aller gesellschaftlicher Konventionen und beziehungsstrategischer Überlegungen der Vereinigung hingeben (Die Liebenden). Doch der stille Rausch der Nähe im schroffen Nordseeparadies kippt hier unversehens in ein klabautermannlärmiges Gefühlschaos; die über Strecken so frei schwingenden Geschlechterbeziehungen auf der Insel verlieren sich zwischendurch in frivoler Küstenfolklore.“

„Storms Novelle „Ein Doppelgänger“ spielt genau das durch, was sich Famke nun notgedrungen fragt: Wenn ich mich an eine Person nur auf eine Weise erinnere, die lauter helle und freundliche Züge trägt, wie komme ich damit klar, dass der so Geliebte andernorts als gefährlicher Verbrecher angesehen wird? Was, wenn es dafür gute Gründe gibt? Und was, wenn ich nun gezwungen werde, für mich zu entscheiden, welche Perspektive gilt?“

### Einschaltquoten
Die Erstausstrahlung von Borowski und das Land zwischen den Meeren am 25. Februar 2018 wurde in Deutschland von 10,24 Millionen Zuschauern gesehen und erreichte einen Marktanteil von 27,9 % für Das Erste.